# Neopomacentrus metallicus
Neopomacentrus metallicus là một loài cá biển thuộc chi Neopomacentrus trong họ Cá thia. Loài này được mô tả lần đầu tiên vào năm 1906.

## Từ nguyên
Tính từ định danh metallicus trong tiếng Latinh mang nghĩa là "như kim loại", hàm ý đề cập đến màu xanh ánh kim ở loài cá này.

## Phạm vi phân bố và môi trường sống
N. metallicus có phạm vi phân bố giới hạn ở vùng biển Nam Thái Bình Dương. Loài này hiện chỉ được tìm thấy tại Fiji và quần đảo Samoa, sau đó được ghi nhận thêm tại Tonga.
N. metallicus sinh sống tập trung gần những rạn san hô viền bờ và đá ngầm ở độ sâu đến 10 m.

## Mô tả
Chiều dài tối đa được ghi nhận ở N. metallicus là 6 cm. Cơ thể có màu xanh lam xám. Có dải đen ở hai thùy đuôi, cũng như trên các tia vây của vây hậu môn và vây lưng.
Số gai ở vây lưng: 13; Số tia vây ở vây lưng: 10–11; Số gai ở vây hậu môn: 2; Số tia vây ở vây hậu môn: 10–11; Số gai ở vây bụng: 1; Số tia vây ở vây bụng: 5.

## Sinh thái học
Thức ăn của N. metallicus là các loài động vật phù du. Cá đực có tập tính bảo vệ và chăm sóc trứng.